# Александра Люксембургская
Александра Жозефина Тереза Шарлотта Мария Вильгемина Люксембургская (фр. Alexandra de Luxembourg; род. 16 февраля 1991) — четвёртый ребёнок и единственная дочь Великого герцога Люксембургского Анри и Марии-Терезы Местре. Кроме титула принцессы Люксембурга также носит титул принцессы Нассау и принцессы Бурбон-Пармской. Является восьмой в очереди на трон.

## Биография
Принцесса Александра родилась 16 февраля 1991 года в великогерцогской семье Люксембурга. У Александры четыре брата: Гийом, Феликс, Луи и Себастьян.
В университете Люксембурга изучает литературу, историю и философию. Говорит на шести языках (люксембургском, французском, английском, немецком, испанском и итальянском). Увлекается верховой ездой, теннисом и водными лыжами. В тесных кругах известна как завсегдатай самых элитных теннисных кортов Европы.
В ноябре 2017 года вместе с отцом совершила визит в Японию, где встретилась с императором Акихито и императрицей Митико.

## Семья
В ноябре 2022 года было объявлено о её помолвке с Николя Багори.
Гражданская церемония бракосочетания прошла 22 апреля 2023 года, а церковная — спустя неделю 29 апреля.
14 мая 2024 года у супругов родилась дочь Виктория, ставшая первенцем этой пары.

## Награды
- Япония: Дама ордена Драгоценной короны 2 степени (27—29 ноября 2017).